# Captrix lineata
Captrix
Genre
Espèce
Synonymes
- Textrix lineata C. L. Koch & Berendt, 1854

Captrix lineata, unique représentant du genre Captrix, est une espèce fossile d'araignées aranéomorphes de la famille des Gnaphosidae.

## Distribution
Cette espèce a été découverte dans de l'ambre de la mer Baltique. Elle date du Paléogène.

## Publications originales
- (de) C. L. Koch & Berendt 1854 : Die im Bernstein befindlichen Crustaceen, Myriapoden, Arachniden und Apteren der Vorwelt. Die in Berstein befindlichen Organischen Reste der Vorwelt. Berlin, vol. 1, no 2, p. 1-124.
- (en) Petrunkevitch, 1942 : A study of amber spiders. Transactions of the Connecticut Academy of Arts and Sciences, vol. 34, p. 119–464.